# Lovrup Skrøp
 For alternative betydninger, se Lovrup (flertydig). (Se også artikler, som begynder med Lovrup)
Lovrup Skrøp er et skovareal i Døstrup Sogn i Tønder Kommune. Det blev beplantet kort tid efter genforeningen 1920.  Der er tale om granbeplantning samt egetrær.  Der hænger slyngplanter på egetræerne, hvilket gør skoven næsten uigennemtrængelig.  Jorden er meget sur, så træerne vokser langsomt.
Cirka halvdelen af skoven er privatejet mens resten er statsejet.  Nogle af skovarealerne led hårdt under de sidste store storme.
|  | Denne artikel om lokaliteten Lovrup Skrøp kan blive bedre, hvis der indsættes et (bedre) billede. Du kan hjælpe ved at afsøge Wikimedia Commons for et passende billede eller lægge et op på Wikimedia Commons med en af de tilladte licenser og indsætte det i artiklen. |

55°07′05″N 08°53′45″Ø / 55.11806°N 8.89583°Ø